# Raymond Carrance
Raymond Carrance (né le 24 janvier 1921 à Pons et mort le 4 juin 1998 à Passy) est un dessinateur et photographe français, connu sous le nom de Czanara.
Après voir débuté comme graphiste pour des marques commerciales (dont Perrier) et créé des costumes et des décors pour des troupes de théâtres, il se fait connaître dans les années 1960, en tant que dessinateur de portraits sous le pseudonyme de Czanara, produisant des œuvres homoérotiques et pédérastiques.
Il a illustré également un grand nombre d'ouvrages dont La Ville dont le prince est un enfant.
Son style se caractérise par l'emploi d'un trait clair, ses esquisses étant sans surcharge. Ses photographies sont soit des nus simples, soit des images composites.

## Collections
Exposé jusque dans les années 1970, ses dessins et ses photographies ont été redécouverts par le collectionneur David Deiss qui fit l'acquisition à sa mort du contenu de son atelier chez un libraire lyonnais. La galeriste et experte parisienne Nicole Canet a montré lors d'une exposition en 2010 une partie de ses dessins.